# Efavirenz
Efavirenz (INN) is een antiretroviraal geneesmiddel dat in combinatie met andere antivirale middelen gebruikt wordt voor de behandeling van hiv-1-infecties. Het geneest de infectie niet maar remt de ontwikkeling van aids-gerelateerde infecties en ziekten.
Efavirenz is de actieve stof in de middelen Sustiva van Bristol-Myers Squibb en Stocrin van MSD. Het werd ontwikkeld door het Amerikaanse Merck & Co. Het is inmiddels ook als generiek geneesmiddel verkrijgbaar. Efavirenz Teva van Teva is in januari 2012 in de Europese Unie toegelaten.
De stof is opgenomen in de lijst van essentiële geneesmiddelen van de WHO.

## Werking
Efavirenz is een niet-nucleoside reverse-transcriptaseremmer (NNRTI). Ze belemmert de werking van het enzym reverse-transcriptase, dat door het virus wordt geproduceerd en waardoor het zich in het lichaam kan vermeerderen.

## Bijwerkingen
Mogelijke bijwerkingen van het gebruik van efavirenz zijn o.a. huiduitslag, duizeligheid, misselijkheid, hoofdpijn en vermoeidheid, en psychische stoornissen zoals depressie en slapeloosheid.